# Léa Campos
Asaléa de Campos Fornero Medina (Abaeté, 1945), mais conhecida como Léa Campos, é uma ex-árbitra de futebol, reconhecida como “a primeira mulher árbitra de futebol profissional do mundo”. Diplomada em educação física e jornalismo, Léa também lutou Boxe, e atualmente mora e trabalha nos Estados Unidos.

## Biografia

### Infância
Nascida Asaléa de Campos Fornero, Léa veio ao mundo em 1945, em Abaeté, Minas Gerais, mas foi criada em Belo Horizonte, capital mineira, cidade a qual se mudou quando tinha 3 anos. Ela é a mais velha de uma família com quatro irmãos, chamados Francisco Henrique, Alysson, José Cristiano e Cybelle. 
Sua primeira experiência no futebol foi ainda no curso primário quando tinha pouco mais de 7 anos, mas foi na escola secundária, que se apaixonou pelo futebol, atuando como centroavante de um time clandestino, pois no Brasil havia um Decreto Lei 3199, de 14 de abril de 1941, assinado pelo ex-Presidente Getúlio Vargas, onde no seu Artigo 54, proibia às mulheres "a prática de desportos incompatíveis com as condições de sua natureza", o que incluía o futebol.

### Juventude
Quando ainda era pré-adolescente, Léa ganhou uma bolsa de estudos do então Presidente da República Juscelino Kubitschek para estudar no Colégio Imaculada Conceição, na cidade de Montes Claros (MG). 
Para afastar Léa do futebol, seus pais começaram a inscrevê-la em concursos de beleza na juventude. Participou de vários, sendo eleita Rainha do Carnaval, Rainha do Exército, Rainha do Cruzeiro EC, Rainha do Futebol Amador, Miss Objetiva Belo Horizonte e Rainha  dos Ex-Combatentes.
A fama nos concursos de beleza trouxe o convite para que participasse de campanhas eleitorais em Belo Horizonte. Léa trabalhou nas campanhas de Henrique Baptista Duffles T. Lott (PTB/PSD), ex-ministro de Guerra, e de Israel Pinheiro, ao Governo do Estado de Minas Gerais. 
Com 1,78m de altura, ela também jogou voleibol representando várias equipes, incluindo o Sparta Voley Club, de Belo Horizonte.  
Ela foi uma das fundadoras da Torcida Organizada do Cruzeiro Acadêmico, a T.O.C.A.. Logo após esse período, Léa formou-se em jornalismo em Brasília, onde vivia um dos seus irmãos, e trabalhou em rádios mineiras. Como repórter de futebol, o seu primeiro entrevistado foi o jogador Piazza, no campo do Mineirão. Em 1966, passou a trabalhar no departamento de relações públicas do Cruzeiro EC.

### Árbitra de Futebol
Léa formou-se também em educação física (voltado para árbitros) na Universidade de Brasília.
Para realizar o sonho de trabalhar com futebol, Léa teve que enfrentar muitas leis e regras. A primeira era do então Presidente da CBD, e futuro Presidente da FIFA, João Havelange, que havia declarado que nenhuma mulher nunca se tornaria árbitra de futebol.
Mesmo com imposição do mandatário máximo do futebol nacional na época, Léa tornou-se árbitra de futebol em 1967, após oito meses de curso na Escola de Árbitros do Departamento de Futebol Amador da Federação Mineira de Futebol. Ela treinava pelas manhãs junto com os soldados do batalhão policial para ganhar condicionamento físico. Na sua turma, inicialmente, havia outra mulher, chamada Cesarina Rodrigues. 
Para fazer o curso de árbitro, contudo, Léa teve que ser esperta e driblar outra regra, a Deliberação número 7, de 2 de agosto de 1965, assinada pelo General Eloy Massey Oliveira de Menezes, Presidente do Conselho Nacional de Desportos (CND), que nomeava as modalidades esportivas proibidas às mulheres. Essa deliberação, complementava o Artigo 54 do Decreto-Lei 3199, de 14 de abril de 1941, que apontava incompatibilidade  a  “natureza feminina” com alguns esportes, e assim, proibia a prática dos mesmos pelas mulheres. Eram os esportes como: lutas, futebol (e derivados), pólo-aquático, pólo, rugby, halterofilismo e baseball. O Decreto-Lei e a Deliberação, porém, proibiam as mulheres apenas de jogarem, mas, não faziam menção sobre arbitragem, o que garantiu a Léa o direito de participar do curso de árbitros em Minas Gerais.
Seu exame prático consistiu em apitar uma partida entre jornalistas e árbitros durante o Terceiro Encontro Nacional dos Professores de Educação Física. Mesmo com notas consideradas excelentes, a Federação Mineira não concedeu seu diploma de árbitra, sob vários argumentos relacionados a uma suposta inferioridade física por ser mulher. 
Mesmo dentro da lei, em entrevista para o quadro Baú do Esporte, do programa Esporte Espetacular, da Rede Globo, em 2007, Léa disse que não pode participar sequer da formatura do curso de árbitros, por represálias machistas.
Léa Campos encontrou muitas dificuldades para apitar no Brasil, sendo proibida de atuar em alguns estados, como São Paulo e Rio de Janeiro, mas, encontrou apoio em outros lugares, como Rio Grande do Sul, além de seu próprio estado de origem, Minas Gerais. Ciente das dificuldades, para  conseguir ter paz em apitar, Léa teve que buscar apoio do então Presidente do país, o militar Garrastazu Médici, que era considerado o mais tirano dos militares que haviam controlado o Brasil em plena ditadura, como revelou na mesma entrevista de 2007 para Rede Globo.
Mas, a redenção veio em 1971, quando foi convidada pela FIFA para apitar o II Campeonato Mundial de Futebol Feminino, realizado pela entidade no México.
Daí em diante não pararam de surgir jogos e oportunidades, e Léa ganhou muito destaque nos continentes americano e europeu, incluindo Portugal, França, Espanha e Holanda.

### Rádio Mulher
Mesmo trabalhando como árbitra, Léa voltou a atuar como comentarista esportiva voltada para o futebol em 1972, na Rádio Mulher em São Paulo, e Rádio e TV Nacional de Brasília, A Rádio Mulher era estação voltada ao mundo feminino, e batia de frente com ditadura militar do país.

### Acidente controverso e fim da carreira
A carreira de Léa Campos nos gramados durou pouco tempo, contudo. Em 1974, o brasileiro João Havelange, um dos primeiros a se opor as mulheres como árbitras de futebol, assumiu a presidência da FIFA. Curiosamente, no mesmo ano, Léa sofreu um acidente de ônibus numa companhia que pertencia à Havelange. O ônibus em que ela viajava, ao lado do motorista, bateu em um caminhão que transportava materiais de construção na Rodovia Fernão Dias, perto da cidade mineira de Três Corações. Ela fraturou as duas pernas e precisou usar cadeiras de rodas por dois anos. E a obrigou a abandonar o futebol.
Em 2010, Léa publicou em inglês no seu Blog oficial, que chegou a levar o caso a justiça na época do acidente, mas perdeu nos tribunais quando as evidências sumiram misteriosamente.
Em 1976, Léa se mudou para os EUA para fazer tratamento com o médico brasileiro João Vicente Alves.

### Ativismo no futebol
Mesmo sem poder apitar partidas, Léa continuou militando em prol do futebol de mulheres. Ainda na década de 1970, com o futebol feminino oficialmente proibido, ela promoveu a Copa Léa Campos em Campinas, e depois no Mineirão, em 1983, antes da regulamentação.

### Boxe
Paralelo à arbitragem e ao trabalho com o jornalismo,  Léa fez o curso na Federação Mineira de Pugilismo e tornou árbitra de lutas livres e de  boxe. Vale ressaltar que Léa fez também defesa pesoal
Além de educação física, Léa formou-se em jornalismo, e ainda trabalha com esportes nos EUA.
Ela é casada com o jornalista ,publicitário e escritor, colombiano, Luiz Eduardo Medina.
Atualmente Léa é colunista do Brazilian Press, um jornal produzido em Newark, Nova Jérsei, voltado para brasileiros que moram nos EUA.
Foi colunista também dos jornais Gol Internacional e Noticiero Colombiano.

## Homenagens
Em 2001, o marido de Léa, o jornalista esportivo e escritor colombiano Luiz Eduardo Medina, publicou nos EUA o livro: Las Reglas pueden ser Rotas - Biografia de Léa Campos (New York Celebrities Publishing Corporation, 2001)
Em 2007, o Esporte Espetacular da Rede Globo, fez uma entrevista com Léa, contando a carreira da árbitra.
Em 2012, na semana que comemorava o Dia Internacional da Mulher, o Bom Dia Brasil, também da Rede Globo, fez uma matéria com a árbitra.
Em junho de 2014, o programa online Direto da Redação, da Federação Paulista de Futebol, entrevistou a ex-árbitra.
Em 2010, o site Hysteria (que produz matérias sobre mulheres importantes) publicou uma matéria sobre Léa Campos. Essa mesma matéria foi reproduzida pelo site da revista GQ em 28 de março de 2018 para homenagear Léa, durante um especial sobre as mulheres, realizado no mês em que se comemora o Dia Internacional das Mulheres.